# Poeciloptera sicula
Poeciloptera sicula är en insektsart som beskrevs av Costa 1840. Poeciloptera sicula ingår i släktet Poeciloptera och familjen Flatidae. Inga underarter finns listade i Catalogue of Life.